# 愛德懷-松樹灣
愛德懷-松樹灣（Idyllwild-Pine Cove）两个邻近的社区位於美國南加州河濱縣聖哈辛投山（San Jacinto Mountains）山上。爱德怀海拔約五千四百英尺，因此亦被稱為英里高的愛德懷，松樹灣比爱德怀約高一千英尺，爱德怀與松樹灣共占地37平方公里。
小镇附近有兩座大岩，一為 tahquitz岩，也稱為百合岩，一為自殺岩。是南加州的攀岩界著名的攀岩聖地。因為它沒有可供快艇遊玩的大湖，也沒有滑雪場，多年來發展有限，而得以保存原貌，成為登山健行、攀岩、和騎馬運動的中心。愛德懷也有豐富的文化傳統，除了有一所音樂與藝術學校，每年8月亦有一年一度的爵士音樂節 。愛德懷與松樹灣皆未成立地方政府，美國人口調查局將愛德懷與松樹灣合併作為一個單一普查地區 。 

## 歷史
愛德懷原来是印地安部落Cahuilla 逃避炎熱的沙漠的避暑之地。据说现在在山里还能看到印地安人的石臼。
印地安人傳說Tahquitz岩原是印地安部落的酋長，因被邪靈附身，舉止瘋狂，殺死了他的愛人，突然他的身體開始發出火光，上升至Tahquitz岩之處，終被困在巨岩之下與響尾蛇和禿鷹為伍。當山區地震時，印地安人就說是Tahquitz酋長又在做祟。
愛德懷原被稱為草莓谷，因為在貫穿小鎮的草莓溪的兩旁曾經盛產野生草莓。牧羊人常常將羊趕來谷中放牧。
1890年第一条公路开到山里。1893年邮局开设。1901年，一个肺结核治疗所开设，叫Idyllwild Sanatorium。从此这个小镇就叫愛德懷（Idyllwild）。
汽车普遍使用之后，愛德懷成了度假胜地。那时这里的旅馆多以德文命名，直到二战时。这些德文名字才不再使用。
1930年至1950年，愛德懷以制造杉木家具著名。这些家具很有艺术风格，至今仍有收藏价值。

## 地理
爱德怀位於北緯33度44分44秒，西經116度42分58秒（ 北緯33.745509度，西經116.716114度 ）。距離洛杉磯或聖地亞哥大約120英里，旅行的時間約為兩小時。

### 植物

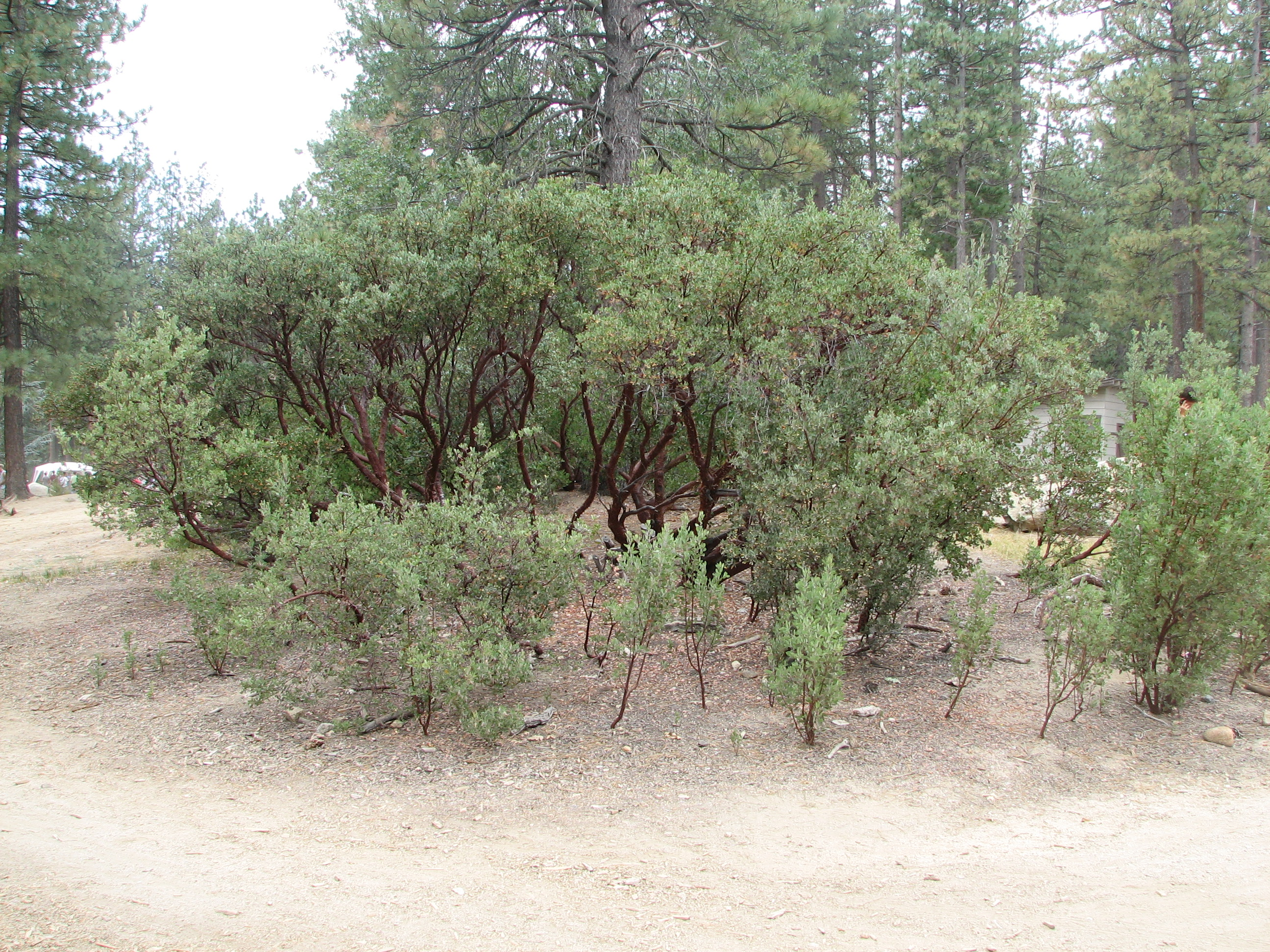
Manzanita

爱德怀-松樹灣位於大片高大的松樹（Pinus ponderosa C. Lawson var. ponderosa Ponderosa Pine）林中。另一種當地常見的植物是Manzanita，是西班牙語，意思是小蘋果，屬於杜鹃花科，學名是Arctostaphylos。

## 人口統計
根據2000年人口普查，共有3504人，1615戶居住在此。平均家庭收入为$48000。白人占%85，南美人为%6，印地安人%1，亚洲人%0.7。一半为常驻人口，一半为周末度假人口。

## 政治
在州立法機關中愛德懷-松樹灣屬於第37州參議員區，由共和黨吉姆·巴廷（Jim Battin）代表，並在第64州眾議員區，由共和黨的約翰·J·貝努瓦（John J. Benoit）代表 。 在聯邦政府國會中，愛德懷-松樹灣屬於加州的第45國會選區，由共和黨聯邦眾議員瑪麗·波諾·麥克（Mary Bono Mack）代表。根據枯克政黨投票指數（Cook PVI）該選區是共和黨+3 。

## 青年和藝術
山里的艺术学校－愛德懷藝術高中（Idyllwild Arts Academy） 创建于二战之后，目的是为了讓復员军人学习艺术，增加对世界文明的了解。愛德懷藝術高中曾是南加州大學的一部份。如今这个学校是为九到十二年级的中学生而设立，招收來自美國和世界各地的有藝術天份的年輕人，它有遠離塵囂的校園與極為出色的藝術教育課程。學生們主修音樂，戲劇，舞蹈，視覺藝術，創意寫作，電影或跨學科的藝術。該學院的表演，視覺，戲劇和其他藝術的課程亦廣受好評。 本社區內有許多藝術家常在畫廊舉行畫展及其他藝術活動。社區內也有各種小型場地提供從古典音樂，流行音樂到爵士樂的演奏。

## 外部連結
- Idyllwild Town Crier, the area's newspaper （页面存档备份，存于）
- Idyllwild Area Historical Society
- The Desert Sun School Web site （页面存档备份，存于）
- 2006-2006 Visitor's Guide （页面存档备份，存于）
- Seems It Does Snow in Southern California, a January, 2006 article from the New York Times
- The Idyllwild Arts Academy Web site （页面存档备份，存于）
- Tribe of Taquitz Web site （页面存档备份，存于）